# Серао, Матильда
Матильда Серао (итал. Matilde Serao; 7 марта 1856[…], Патры — 25 июля 1927[…], Неаполь) — итальянская писательница.

## Биография
Матильда Серао родилась в Патросе в семье журналиста; её отец был итальянцем, политическим эмигрантом, мать — гречанкой. Окончив, по собственному признанию — не без труда, нормальную школу, выступила на литературное поприще не по влечению, а ради заработка, так как к тому времени работала директрисой небольшой школы и жила в большой бедности. Дебютировала под псевдонимом Chichita, помещая в периодических изданиях статьи различного содержания, эскизы, легенды, новеллы, обратившие на себя внимание.
Беллетристический её талант впервые нашёл сильное выражение в её «Legende Napoletane», написанных в 1879—1880 годах. Позже непрерывный ряд романов, повестей, новелл прославил Серао далеко за пределами Италии. «Cuire infirme», «Piccole anime», «Pagina azzura», «Fantasia», «La virtu di Chichina», «Il ventre di Napoli», «La conquista di Roma», «Il romanzo della Fanciulla», «Racconti napolitani», «Fior di passione», «Vita e aventure di Riccardo Joanna», «Addio Amore», «Naple», «Gli amanti», «Le amante», «All’erta Sentinella», «Castigo», «In paese di Cuccagna», «Storia di una monaca» — вот заглавия её лучших произведений. С 1880 по 1886 год жила в Риме. Следуя своей склонности к журнализму, унаследованной от отца и поддерживаемой её мужем, известным публицистом Эпоардо Скарфольо, Серао не переставала работать в журналистике. Два журнала, «Corriere di Roma» и «Mattuo», обязаны ей своим возникновением, a «Corriere di Napoli» находился под непосредственным руководством четы Скарфольо. В 1891 году ими была основана газета «Il Mattino», ставшая самой популярной газетой на юге Италии.
Критика ставила Серао в один ряд с лучшими итальянскими писателями её времени как по колоритности и силе языка, так и по многообразному, глубокому содержанию. Оригинальность её заключается в сочетании чисто мужской энергии и логики с женской нежностью, грацией и чуткостью. Серао не ограничивает сферу своих наблюдений женской душой, областью любви: она твёрдой рукой рисует социальные картины во всей их потрясающей правде (например, в одном из лучших из её романов, «In paese di Cuccagna»). В разных её произведениях — например, в «Addio Amore», «Castigo» — видны и спешность работы, и преувеличения в духе романтизма, и деланность, — но несколькими истинно талантливыми штрихами, искренними порывами чувства она заставляет читателя забывать о недостатках и увлекает его за собой. Очень многое из написанного Серао было переведено на русский и английский языки. Матильда Серао шесть раз была номинирована на Нобелевскую премию по литературе.

## Память
- Именем Матильды Серао назван лицей в Помильяно д'Арко.
- В честь писательницы названы улица Via Matilde Serao и площадь Piazetta Matilde Serao в Неаполе.
- В городах Дезио, Маддалони, Ольвии, Риме и Турине также есть улицы имени Матильды Серао.
- Межгородские поезда 704 (Неаполь-Венеция) и 705 (Венеция-Неаполь) были названы «Matilde Serao».